# 弘法池

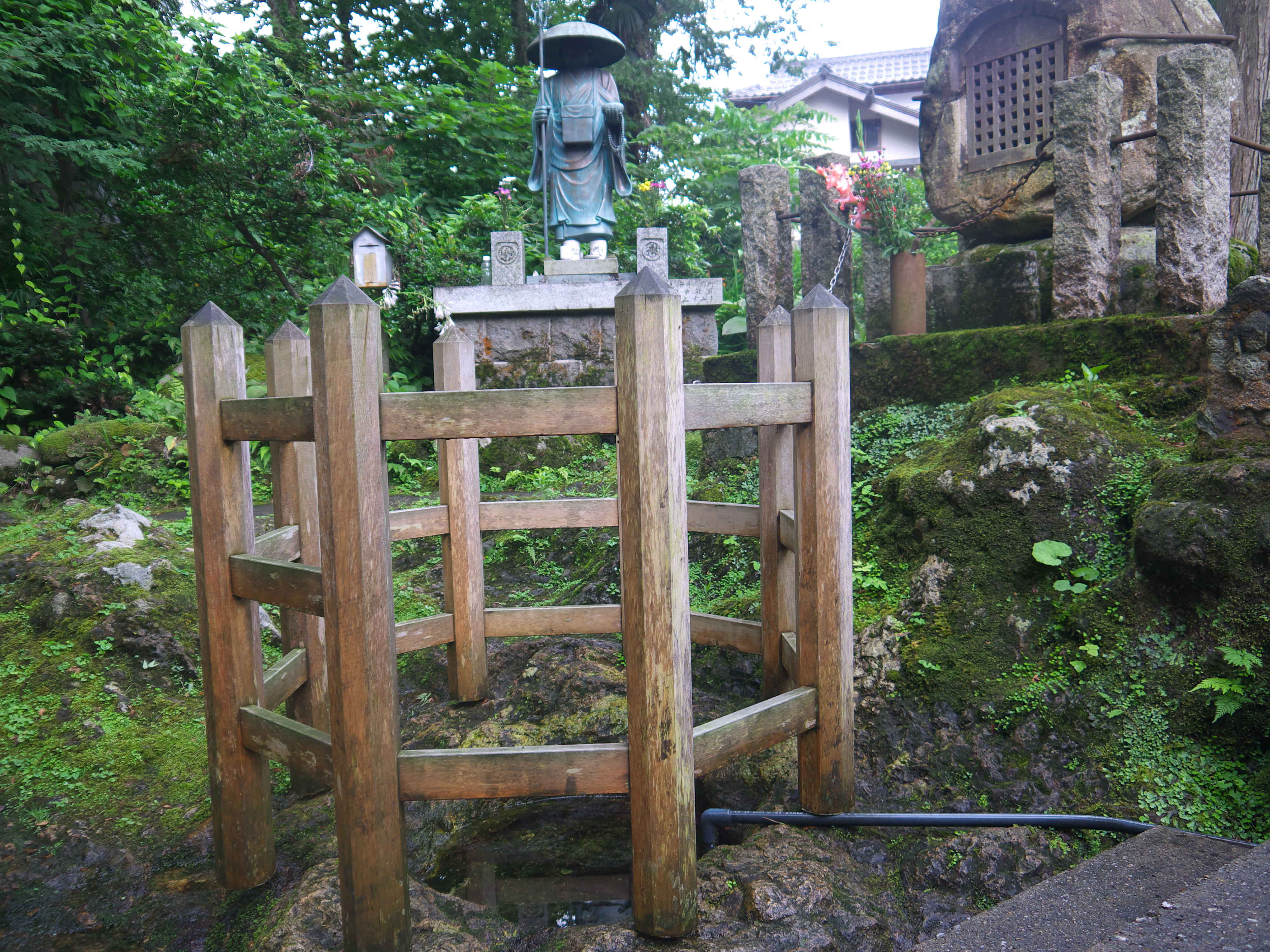
弘法池

弘法池（こうぼういけ）は、石川県白山市釜清水町にある湧水である。別名釜清水（かましょうず）、釜池とも呼ばれている。
名水百選の一つに指定されている。

## 概要
全国的にも珍しい甌穴の湧水であり、市指定天然記念物に指定されている。
白山の火山活動による流紋岩質岩盤が手取川の浸食により形成された直径75cm、深さ2ｍの甌穴から湧き出しており、1年を通して1日の湧水量は30㎥である。

## 由来

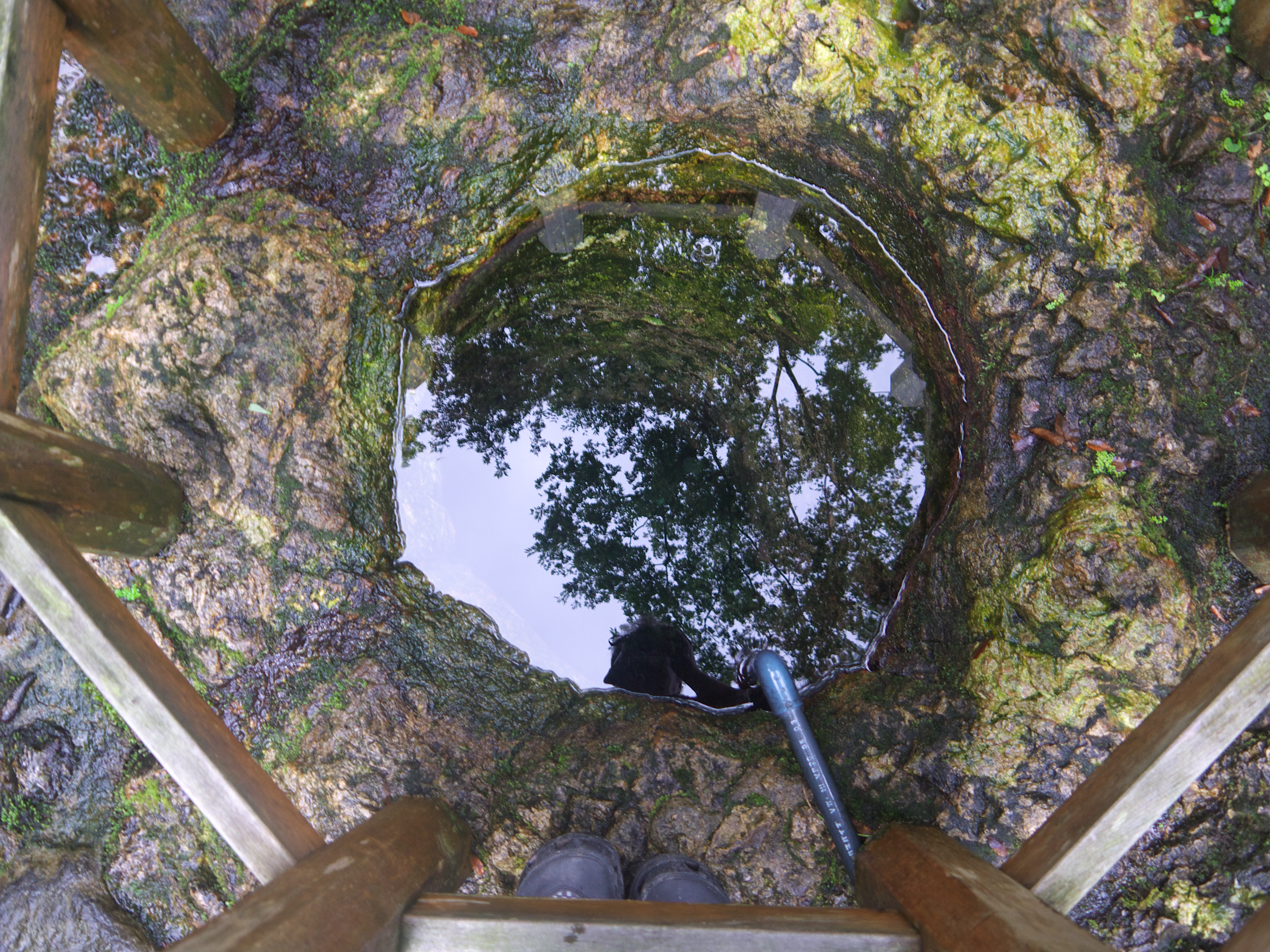
甌穴湧水（弘法池）

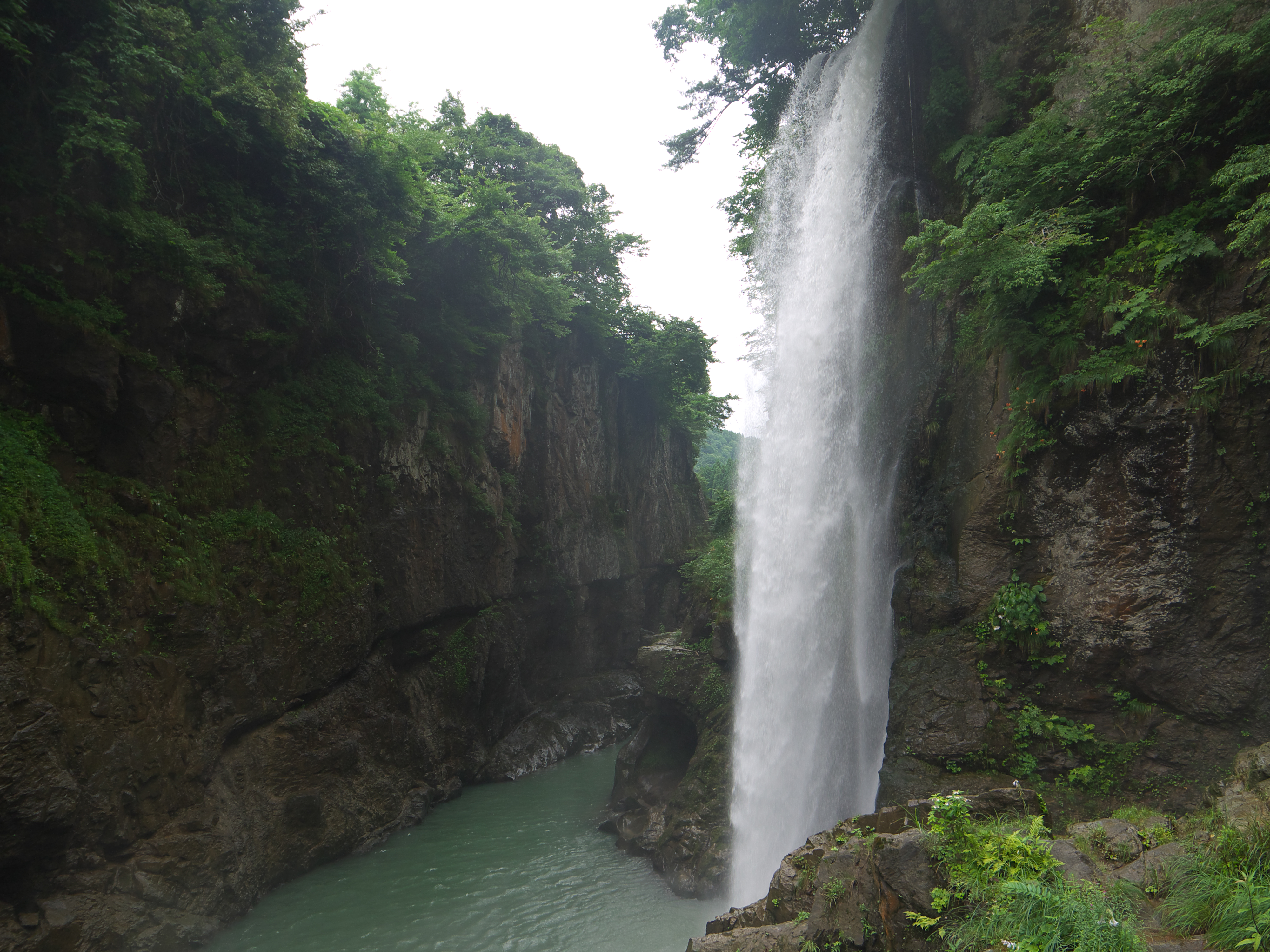
老婆が汲みに行ったとされる手取渓谷

## 所在地
石川県白山市釜清水町

## 交通
- 国道157号または国道360号釜清水

## 舞台となった作品
※発表順
映画
- 将軍家光の乱心 激突 - 1989年の日本映画で、アクション監督・千葉真一が手取渓谷で綱渡りや飛び込みなどのシーンを撮影[2]